# Vladimír Kapal
Vladimír Kapal (23. března 1949 – 31. října 2024 Neratovice) byl český moderátor, novinář a místní politik. Známý byl zejména jako zakladatel a moderátor Svobodného rádia.

## Život
Narodil se v březnu 1949. Jeho otec byl v 50. letech 20. století perzekvován a byl nucen pracovat v Jáchymovských uranových dolech. Podle některých zdrojů měl Kapal podepsat Chartu 77, za což měl být až do sametové revoluce rovněž perzekvován (web Manipulátoři.cz nicméně uvádí, že signatářem Charty 77 Kapal vůbec nebyl). Až do konce komunistického režimu v zemi se živil jako řidič, po revoluci se stal podnikatelem a věnoval se rovněž politice. Již od 90. let však byl kritikem polistopadového vývoje, čtyři volební období měl být zastupitelem města Brandýs nad Labem-Stará Boleslav.
V roce 2013 pochyboval nad regulérností voleb v Česku a hovořil o údajných volebních podvodech v souvislosti s prezidentskými volbami v roce 2013. Jako novinář působil v Brandýských novinách (kde byl jediným přispěvatelem) a vlastní blog zveřejňoval také na serveru IDNES.cz.

### Politické působení
V komunálních volbách v roce 2010 úspěšně kandidoval jako nestraník za Věci veřejné do zastupitelstva Brandýsu nad Labem-Stará Boleslav z 5. místa kandidátní listiny strany. Po volbách se stal členem městského školského výboru. O čtyři roky později kandidoval také v komunálních volbách v roce 2014, tentokrát jako člen ČSSD na třetím místě její kandidátní listiny, a opět úspěšně. V komunálních volbách v roce 2018 kandidoval jako lídr kandidátní listiny SPD, ale tentokrát zvolen nebyl (jím vedená kandidátka získala 4,16 % hlasů a tedy žádný mandát).

### Svobodné rádio
V 10. letech 21. století (kolem roku 2015) spoluzaložil Svobodné rádio, různými médií označované jako dezinformační. Účinkoval zejména v tzv. Studiu Beta, kde si zval různé hosty, často názorově spřízněné politiky. Kapal se rovněž účastnil různých společenských událostí, zejména s lidmi ze stejného názorového prostředí (například tzv. Vlasteneckého setkání v Příčovech).
Před sněmovními volbami v roce 2021 šířil hoax o tom, že Česká pirátská strana chce po volbách odebrat volební právo lidem nad 70 let a odebrat jim navíc i řidičské průkazy. V červnu 2023 jej server Seznam Zprávy zařadil na seznam osob, které vydělávají na strachu lidí. Kromě toho měl podle webu Manipulátoři.cz Kapal šířit i konspirační teorie o chemtrails či iluminátech. Podle serveru Manipulátoři.cz Kapal navíc lživě tvrdil, že byl po sametové revoluci kooptován a hlasoval proti rozdělení Československa. V roce 2021 na Kapala podala trestní oznámení předsedkyně Aliance národních sil Vladimíra Vítová kvůli údajným pomluvám.

### Odsouzení
Během vysílání s politikem KSČM Josefem Skálou a amatérským historikem Jurajem Václavíkem konaném v červenci 2020 podle rozhodnutí soudu zpochybňoval Masakr v Katyni (měl uvádět, že masakr měl být vykonstruován nacisty), za což na něj Obvodní soud pro Prahu 7 vydal trestní příkaz, podle kterého byl Kapalovi uložen osmiměsíční trest odnětí svobody s podmíněným odkladem na 5 let (později přeměněn na 18 měsíců), a to za trestný čin popírání válečného zločinu. V roce 2022 však Kapal proti příkazu podal odpor, načež byl v březnu 2023 stejným soudem odsouzen ke stejně dlouhému podmíněnému trestu. Verdikt potvrdil v červnu téhož roku i odvolací soud. Následně se Kapal ve věci dovolal k Nejvyššímu soudu, který verdikt v březnu 2024 taktéž potvrdil. Poté se ještě obrátil na Ústavní soud. Sám Kapal své odsouzení označoval jako politický proces.

### Smrt
V červenci 2024 prodělal těžkou mrtvici a ve velmi vážném stavu byl převezen do nemocnice. Údajně měl tou dobou trpět depresemi v souvislosti s jeho odsouzením. Po několika měsících na jednotce intenzivní péče v kómatu zemřel v časných ranních hodinách dne 31. října 2024 v nemocnici v Neratovicích. Pohřben byl dne 8. listopadu 2024 v Krematoriu ve Strašnicích. Mezi pohřebními hosty byli například předseda SPD Tomio Okamura, europoslanec Ivan David, bývalý místopředseda KSČM Josef Skála nebo senátor Jaroslav Doubrava, všichni pravidelní hosté jeho pořadů. Úpřímnou soustrast vyjádřil mj. také předseda DSSS Tomáš Vandas.
Po své smrti byl některými svými názorovými stoupenci označován jako oběť polistopadového režimu, Fialovy vlády, mučedník či novodobý disident. Podobné stanovisko uvedla na sociální síti Facebook strana Trikolora. Jako o obětí režimu o něm hovořil také předseda hnutí Stačilo! Daniel Sterzik.
Vladimír Kapal žil ve Staré Boleslavi. Měl dvě dcery, jeho partnerkou byla Soňa Zikmundová, rovněž moderátorka Svobodného rádia.